# ام‌اس گریپسهولم (۱۹۲۵)
ام‌اس گریپسهولم (۱۹۲۵) (به انگلیسی: MS Gripsholm (1925)) یک کشتی بود که طول آن ۵۷۳ فوت (۱۷۴٫۷ متر) بود.